# Convención sobre armas biológicas
La Convención sobre la Prohibición del Desarrollo, la Producción y el Almacenamiento de Armas Bacteriológicas (Biológicas) y Toxínicas y sobre su destrucción (generalmente conocida como la Convención sobre Armas Biológicas, abreviatura: BWC, o convención de armas biológicas y toxínicas, abreviatura: CABT) fue el primer tratado de desarme multilateral que prohibía la producción de una categoría completa de armas. Fue el resultado de prolongados esfuerzos de la comunidad internacional para establecer un nuevo instrumento que complementara al Protocolo de Ginebra de 1925.
La BWC fue puesta para su firma el 10 de abril de 1972 y entró en vigor el 26 de marzo de 1975 cuando veintidós gobiernos depositaron su documentación de ratificación. En mayo de 2025, 189 Estados se habían adherido al tratado. Otros cuatro Estados lo habían firmado, pero no lo habían ratificado, y otros cinco Estados no lo habían firmado ni se habían adherido a él.
Se considera que la Convención sobre Armas Biológicas (CAB) ha establecido una sólida norma mundial contra las armas biológicas.  Esta norma se refleja en el preámbulo del tratado, que declara que el uso de armas biológicas sería "repugnante a la conciencia de la humanidad". Esto también lo demuestra el hecho de que ningún Estado declara hoy poseer o buscar armas biológicas, ni afirma que su uso en la guerra sea legítimo.  Ante los rápidos avances en biotecnología, el experto en biodefensa Daniel Gerstein ha descrito la CAB como "el tratado de control de armas más importante del siglo XXI".  Sin embargo, la eficacia de la convención ha sido limitada debido al insuficiente apoyo institucional y a la ausencia de un régimen formal de verificación para supervisar su cumplimiento.

## Historia
Si bien la historia de la guerra biológica se remonta a más de seis siglos, al asedio de Caffa en 1346 d. C.,  las restricciones internacionales a la guerra biológica comenzaron recién con el Protocolo de Ginebra de 1925 , que prohíbe el uso, pero no la posesión o el desarrollo, de armas químicas y biológicas. Tras la ratificación del Protocolo de Ginebra, varios países formularon reservas respecto a su aplicabilidad y uso en represalia. Debido a estas reservas, en la práctica fue solo un acuerdo de " no primer uso ".  En particular, no impidió que varios estados iniciaran y ampliaran programas de armas biológicas ofensivas, incluidos Estados Unidos  (activo de 1943 a 1969) y la Unión Soviética (activa desde la década de 1920 hasta al menos 1992).
La CAB buscó complementar el Protocolo de Ginebra y se negoció en la Conferencia del Comité de Desarme en Ginebra de 1969 a 1972, tras la conclusión de la negociación del Tratado sobre la no proliferación de las armas nucleares.  De importancia fue una propuesta británica de 1968 para separar la consideración de las armas químicas y biológicas y negociar primero una convención sobre armas biológicas.  Las negociaciones ganaron más impulso cuando Estados Unidos decidió poner fin unilateralmente a su programa de armas biológicas ofensivas en 1969 y apoyar la propuesta británica.
Algunos científicos preocupados han solicitado la modernización de la Convención sobre Armas Biológicas (CAB) en las Conferencias de Revisión periódicas. Por ejemplo, Filippa Lentzos y Gregory Koblentz señalaron en 2016 que los debates contemporáneos cruciales sobre nuevos avances para las Conferencias de Revisión de la CAB incluían experimentos de ganancia de función, posibles patógenos pandémicos, CRISPR y otras tecnologías de edición genómica, impulsores genéticos y biología sintética.

## Obligaciones del tratado
Con solo 15 artículos, la Convención sobre Armas Biológicas es relativamente breve. Con el tiempo, el tratado ha sido interpretado y complementado mediante acuerdos y entendimientos políticamente vinculantes adicionales alcanzados por sus Estados Partes en ocho Conferencias de Examen posteriores.
El alcance de la prohibición del Convenio de armas biológicas se define en el artículo 1° donde se incluyen todos los agentes microbianos y otros agentes biológicos o toxinas , así como sus sistemas vectores (con excepciones para fines médicos y defensivos en pequeñas cantidades).
Art 1°: Cada Estado parte en esta Convención se compromete a nunca desarrollar, producir, almacenar o lo contrario adquirir o conservar:
• (1) Microbianos u otros agentes biológicos o toxinas cualquiera que sea su origen o método de producción, de tipos y en cantidades que no tengan una justificación para la profilaxis, protección u otros fines pacíficos.
• (2) Armas, equipos o vectores diseñados para utilizar dichos agentes o toxinas con fines hostiles o en conflictos armados.
Artículo I no prohíbe ningún agente biológico o toxina específicos como tales, sino más bien ciertos propósitos para los cuales pueden emplearse.  Esta prohibición se conoce como el criterio de propósito general y también se utiliza en el Artículo II, 1 de la Convención sobre Armas Químicas de 1993 (CWC).  El criterio de propósito general cubre todos los usos hostiles de agentes biológicos, incluyendo aquellos desarrollados en el futuro,  y reconoce que los agentes biológicos y las toxinas son inherentemente de doble uso. Si bien estos agentes pueden emplearse para fines nefastos, también tienen varios propósitos pacíficos legítimos, incluyendo el desarrollo de medicamentos y vacunas para contrarrestar brotes de enfermedades naturales o deliberados.